# Leopold Lindtberg
Leopold Lindtberg (1. června 1902, Vídeň – 18. dubna 1984, Sils im Engadin/Segl) byl rakousko-švýcarský filmový a divadelní režisér. Utekl z Rakouska kvůli převzetí moci nacisty v Německu a usadil se ve Švýcarsku.
Jeho sestra Hedwig se provdala za rakousko-amerického muzikologa Felixe Salzera.

## Ocenění
- 1941 Coppa Mussolini za „Die Missbrauchten Liebesbriefe“ (Zneužívané milostné dopisy)
- 1946 Zlatý glóbus za „The Last Chance“
- 1946 Mezinárodní filmový festival v Cannes 1946: Grand Prix a mezinárodní cena za mír za „The Last Chance“
- 1951 Zlatý medvěd na Berlinale 1951 za „Čtyři v džípu“
- 1953 Bronzový medvěd za „Unser Dorf“ (Naše vesnice) na Berlinale 1953
- 1953 Stříbrný vavřín Ceny Davida O. Selznicka za „Unser Dorf“ (Naše vesnice)
- 1956 medaile Josefa Kainze
- 1958 Člen Berlínské akademie výtvarných umění
- 1958 Cena Curychu za „Unser Dorf“ (Naše vesnice)
- 1959 Film města Curychu za „Vorposten der Menschheit“
- 1959 jmenován profesorem od rakouského prezidenta
- 1961 Zlatá jehla Schauspielhaus v Curychu
- 1969 Hans Reinhart Ring
- 1974 čestný člen Burgtheateru
- 1976 Nestroy Ring
- 1982 Raymond Ring

## Výběr z filmografie
- 1932 Wenn zwei sich streiten
- 1935 Jä-soo
- 1938 Füsilier Wipf
- 1939 Strážný Studer
- 1940 Die missbrauchten Liebesbriefe
- 1941 Landammann Stauffacher
- 1944 Marie-Louise
- 1945 Die letzte Chance
- 1947 Madness Rules
- 1949 Švýcarské turné (Ein Seemann ist kein Schneemann)
- 1951 Čtyři v džípu
- 1953 Vesnice